# 212403 Marthakusterer
212403 Marthakusterer è un asteroide della fascia principale. Scoperto nel 2006, presenta un'orbita caratterizzata da un semiasse maggiore pari a 2,391582 UA e da un'eccentricità di 0,225285, inclinata di 1,594263° rispetto all'eclittica.